# Dexter Holland
Bryan Keith „Dexter“ Holland (* 29. prosince 1965 Garden Grove, Kalifornie) je zpěvák a kytarista kalifornské punkrockové skupiny The Offspring. Jako zakládající člen skupiny se k roku 2024 podílel na nahrávaní všech jedenácti vydaných studiových alb. Debutové album později vydal pod vlastním nezávislým hudebním vydavatelstvím Nitro Records.
Na Univerzitě Jižní Kalifornie získal v roce 2017 doktorát z molekulární biologie (Ph.D.). V březnu 2013 byl spoluautorem studie v časopise PLoS One s tématem miRNA v genomu HIV.

## Soukromý život
V letech 1995–2012 byl ženatý s Kristinou Lunou, která se autorsky podílela na textu ke skladbě „Session“. Z předchozího vztahu má dceru Alexu Holland, uměleckým jménem Lex Land, která se také věnuje hudbě. Druhou manželkou se v roce 2013 stala Amber Sasseová. Jako vlastník letadel získal pilotní licenci na nákladní letadla.
Vlastní značku chilli omáčky Gringo Bandito.

## Diskografie

### The Offspring
Holland se k roku 2024 podílel na jedenácti studiových albech skupiny The Offspring.

### Hostování
- The Vandals – Hitler Bad, Vandals Good (1998) (spolu-napsal Too Much Drama)
- AFI – Black Sails in the Sunset (1999) (Clove Smoke Catharsis a The Prayer Position)
- The Aquabats – The Aquabats vs. the Floating Eye of Death! (1999) (spolu-napsal Amino Man!)
- Dwarves – The Dwarves Must Die (2004) (Salt Lake City a Massacre)
- Ron Emory – Walk That Walk (2010) (vedlejší vokály u I'm Not Alone)
- Dwarves – The Dwarves Are Born Again (2011) (Looking Out for Number One a Happy Birthday Suicide)

## Vědecká kariéra
Holland získal bakalářský titul z biologie (B.S.) a magisterský titul z molekulární biologie (M.S.) na Univerzitě Jižní Kalifornie. Rozvoj akademické dráhy přerušil během postgraduálního studia Ph.D., když se roku 1994 v hudebním světě prosadil s kapelou The Offspring a začal se naplno věnovat hudbě. Roku 1995 v časopise Bravo uvedl, že by byl ve čtyřiceti letech raději univerzitním profesorem než hudebníkem. Ke studiu se vrátil a v roce 2013 publikoval spolu s dalšími autory článek ve vědeckém časopise Plos One s názvem „Identification of human microRNA-like sequences embedded within the protein-encoding genes of the human immunodeficiency virus“. Tato studie popsala použití výpočetních molekulárně biologických (in silico) přístupů k identifikaci podobných sekvencí miRNA v HIV. Tyto sekvence jsou navrženy tak, aby samy regulovaly přežití viru v hostiteli tím, že se vyhýbají imunitní odpovědi, čímž ovlivňují odolnost, replikaci a patogenitu HIV. Titul Ph.D. z molekulární biologie obhájil 12. května 2017.